# Ronderosia malloi
Ronderosia malloi är en insektsart som först beskrevs av Liebermann 1966.  Ronderosia malloi ingår i släktet Ronderosia och familjen gräshoppor. Inga underarter finns listade i Catalogue of Life.